# Elías Regules
Elías Regules (Sarandí del Yí, 1861 - Montevideo, 1929) va ser un metge, professor, escriptor i polític uruguaià.

## Biografia
Graduat a la Facultat de Medicina de la Universitat de la República el 1883. Catedràtic de Medicina Legal (1885-1928). Posteriorment va ser Degà de la Facultat (1888-1897); la seva carrera acabaria en qualitat de Rector de la Universitat (1922-1928).
Membre fundador de la Societat Universitària el 1875, la qual posteriorment va crear l'Ateneu de Montevideo.

### Actuació política
Va ser un membre destacat del Partit Constitucional; va ser integrant del Consell d'Estat de l'any 1898 format per Juan Lindolfo Cuestas, i més endavant diputat pel departament de Rocha durant el període 1899-1903.

### Vida literària
Pel que fa a la seva producció literària cal destacar la seva actuació com a poeta nativista i com a dramaturg.
Va ser membre fundador i primer president de la "Societat Criolla", la primera del seu gènere en tota Amèrica, creada el 24 de maig de 1894 i que avui porta el seu nom.

## Obra

### Poesia
- Mi tapera (1894)
- Pasto de cuchilla (1904)
- Renglones sobre postales (1908)
- Veinte centésimos de versos (1911)
- Mi pago (1924)
- Versitos criollos (1924)

### Teatre
- Martín Fierro (1890), adaptació escènica del poema de José Hernández.[1]
- El entenao (1892)
- Los gauchitos (1894)